# 佐藤和也
佐藤 和也（さとう かずや、1993年9月15日 - ）は、日本の元俳優、元子役である。
神奈川県出身。かつて宝映テレビプロダクションに所属。血液型O型。

## 人物
- 東京電力のCM『Switch!』に博学少年役として出演し、世間に知られるようになる。しかし、東京電力エリア放映CMのため、エリア外での知名度は未知数である。CMの詳細については、別項「東京電力のCM『Switch!』」を参照。
- キノコのような髪型（いわゆる「おかっぱ頭」）をしているが、これはCMでの役作りのためである。メガネを掛けているのも同様で、普段は掛けていない。『めだか』や『あいのうた』などのテレビドラマでは、メガネを外して出演している。

## 出演

### テレビドラマ
- 時空警察ヴェッカーD-02 - 原賀達三 役
- アルジャーノンに花束を（2002年10月-12月、フジテレビ） - 藤島ハル（少年時代） 役
- ホームドラマ!（2004年4月-6月、TBS） - 秋庭直哉 役
- ワンダフルライフ（2004年4月-6月、フジテレビ） - 妻坂英理人 役
- めだか（2004年10月-12月、フジテレビ） - 川原数馬 役
- ミステリー民俗学者 八雲樹（2004年10月-12月、テレビ朝日） - 八雲樹（少年時代） 役
- 富豪刑事（2005年1月-3月、テレビ朝日） - 高森映一 役
- あいのうた（2005年10月-12月、日本テレビ） - 片岡大 役
- 魔弾戦記リュウケンドー（2006年、テレビ愛知・テレビ東京） - 上野繁 役
- テレビアニメ放送15周年記念ドラマ ちびまる子ちゃん（2006年4月・10月、フジテレビ） - 丸尾末男 役
- 奇跡の動物園〜旭山動物園物語〜（2006年、フジテレビ） - 坂内禅（少年時代） 役
- 日曜劇場 誰よりもママを愛す（2006年7月-9月、TBS） - ケン 役
- 山おんな壁おんな 第9話（2007年8月30日、フジテレビ） - 葛沼大介 役
- 未来講師めぐる 第1話（2008年1月11日、テレビ朝日） - 赤坂健児役
- 放課後はミステリーとともに 5回表/裏（2012年6月18日・25日、TBS） - 土屋和彦 役

### 映画
- NIN×NIN 忍者ハットリくん THE MOVIE（2004年） - トオル 役
- 子ぎつねヘレン（2006年）- ハカセ 役
- オトシモノ（2006年9月）
- 神童（2007年6月）- 森永 役
- カンフーくん（2008年3月）

### CM
- 東京電力「Switch!」（2004年4月 - ）

### 書籍
- 少年俳優（2005年、ぴあ）